# Christopher Isengwe
Christopher Isengwe Njunguda (22 febbraio 1976) è un maratoneta tanzaniano, medaglia d'argento ai Mondiali di Helsinki 2005, prima medaglia per la Tanzania nella storia della rassegna iridata di atletica leggera.

## Palmarès
| Anno | Manifestazione             | Sede             | Evento      | Risultato | Prestazione | Note                          |
| ---- | -------------------------- | ---------------- | ----------- | --------- | ----------- | ----------------------------- |
| 1996 | Mondiali di mezza maratona | Palma di Maiorca | Individuale | 20º       | 1h03'43"    |                               |
| 2005 | Mondiali                   | Helsinki         | Maratona    | Argento   | 2h10'21"    | Miglior prestazione personale |
| 2009 | Mondiali                   | Berlino          | Maratona    | dnf       | dnf         |                               |

## Campionati nazionali
2005
- 5º ai campionati tanzaniani, 10000 m piani - 29'41"12

## Altre competizioni internazionali
1996
- 5º alla Arusha Half Marathon ( Arusha) - 1h02'34"

2003
- 10º alla Arusha Half Marathon ( Arusha) - 1h05'20"

2004
- Argento alla Maratona di Pechino ( Pechino) - 2h10'56"
- Oro alla Maratona di Belgrado ( Belgrado) - 2h12'53"
- Oro alla Maratona del Kilimangiaro () - 2h17'47"
- 6º alla Mezza maratona di Babati ( Babati) - 1h03'43"

2005
- Argento alla Maratona di Mumbai ( Mumbai) - 2h13'29"
- 11º alla Mezza maratona del Portogallo ( Lisbona) - 1h05'16"
- 10º alla Zevenheuvelenloop ( Nimega), 15 km - 45'42"
- Oro alla Singida Road Race ( Singida) - 29'57"

2008
- 9º alla Milano Marathon ( Milano) - 2h16'52"
- 19º alla Mezza maratona di Bogotá ( Bogotà)